# Liste der Baudenkmale in Landolfshausen
In der Liste der Baudenkmale in Seeburg sind Baudenkmale der niedersächsischen Gemeinde Landolfshausen im Landkreis Göttingen aufgelistet. Stand der Liste das Jahr 1997.

## Allgemein
Der Ort Landolfshausen wurde das erste Mal im Jahre 1022 erwähnt.
In den Spalten befinden sich folgende Informationen:
- Lage: die Adresse des Baudenkmales und die geographischen Koordinaten. Kartenansicht, um Koordinaten zu setzen. In der Kartenansicht sind Baudenkmale ohne Koordinaten mit einem roten Marker dargestellt und können in der Karte gesetzt werden. Baudenkmale ohne Bild sind mit einem blauen Marker gekennzeichnet, Baudenkmale mit Bild mit einem grünen Marker.
- Bezeichnung: Bezeichnung des Baudenkmales
- Beschreibung: die Beschreibung des Baudenkmales. Unter § 3 Abs. 2 NDSchG werden Einzeldenkmale und unter § 3 Abs. 3 NDSchG Gruppen baulicher Anlagen und deren Bestandteile ausgewiesen.
- ID: die Objekt-ID des Baudenkmales
- Bild: ein Bild des Baudenkmales, ggf. zusätzlich mit einem Link zu weiteren Fotos des Baudenkmals im Medienarchiv Wikimedia Commons. Wenn man auf das Kamerasymbol klickt, können Fotos zu Baudenkmalen aus dieser Liste hochgeladen werden:

## Falkenhagen
| Lage                                                     | Bezeichnung              | Beschreibung | ID       | Bild                                                                                                |
| -------------------------------------------------------- | ------------------------ | --- | -------- | --------------------------------------------------------------------------------------------------- |
| Falkenhagen 7 (alt: Nr. 14) 51° 31′ 13″ N, 10° 5′ 44″ O  | Wohnhaus                 | Im Kern aus der Zeit um 1700. | 35272468 | |
| Falkenhagen 9 (alt: Nr. 15) 51° 31′ 13″ N, 10° 5′ 50″ O  | Wohnhaus                 | | 35272488 | |
| Falkenhagen 15 (alt: Nr. 19) 51° 31′ 14″ N, 10° 5′ 56″ O | Wohnhaus                 | Teil der Baudenkmal-Gruppe mit alter Bezeichnung Landolfshausen 19,20,21,23,24,25,26 (ID 35231109) |          | [[Vorlage:Bilderwunsch/code!/C:51.52051,10.098891!/D:Falkenhagen 15 (alt: Nr. 19), Wohnhaus!/\|BW]] |
| Falkenhagen 17 (alt: Nr. 20) 51° 31′ 15″ N, 10° 5′ 57″ O | Wohnhaus                 | Teil der Baudenkmal-Gruppe mit alter Bezeichnung Landolfshausen 19,20,21,23,24,25,26 (ID 35231109) |          | |
| Falkenhagen (alt: Nr. 21) 51° 31′ 15″ N, 10° 5′ 58″ O    | Kapelle                  | Die Bruchsteinkirche mit ihrem wehrhaft erscheinenden Turm auf der Westseite steht im Mittelpunkt des Dorfes. Unregelmäßigkeiten im Mauerwerk zeugen von Umbauten und Reparaturen. Die kleinen spitzbogigen Südfenster sind 1598 datiert. Spätere Datierungen weisen auf Baumaßnahmen in den Jahren 1764 und 1806 hin. Neben der denkmalgeschützten Kapelle gehört auch der sie umgebende Platz dazu. (ID 35272574) Teil der Baudenkmal-Gruppe mit alter Bezeichnung Landolfshausen 19,20,21,23,24,25,26 (ID 35231109) | 35272552 | Weitere Bilder                                                                                      |
| Falkenhagen 23 (alt: Nr. 23) 51° 31′ 15″ N, 10° 6′ 1″ O  | Wohnhaus                 | Teil der Baudenkmal-Gruppe mit alter Bezeichnung Landolfshausen 19,20,21,23,24,25,26 (ID 35231109) |          | |
| Falkenhagen 25 (alt: Nr. 24) 51° 31′ 15″ N, 10° 6′ 2″ O  | Wohnwirtschaftsgebäude   | Teil der Baudenkmal-Gruppe mit alter Bezeichnung Landolfshausen 19,20,21,23,24,25,26 (ID 35231109) |          | |
| Falkenhagen 27 (alt: Nr. 25) 51° 31′ 16″ N, 10° 6′ 3″ O  | Wohnhaus                 | Teil der Baudenkmal-Gruppe mit alter Bezeichnung Landolfshausen 19,20,21,23,24,25,26 (ID 35231109) |          | |
| Falkenhagen 29 (alt: Nr. 26) 51° 31′ 16″ N, 10° 6′ 4″ O  | Wohn-/Wirtschaftsgebäude | Einzeldenkmal der Baudenkmal-Gruppe mit alter Bezeichnung Landolfshausen 19,20,21,23,24,25,26 (ID 35231109) | 35272663 | |
| Falkenhagen 26 51° 31′ 15″ N, 10° 6′ 5″ O                | Angerteich               | Einzeldenkmal der Baudenkmal-Gruppe mit alter Bezeichnung Landolfshausen 19,20,21,23,24,25,26 (ID 35231109) | 35272685 | |

## Landolfshausen
| Lage                                        | Bezeichnung      | Beschreibung | ID       | Bild           |
| ------------------------------------------- | ---------------- | --- | -------- | -------------- |
| Nr. 79 51° 32′ 21″ N, 10° 6′ 21″ O          | Kirche St. Petri | Die ev. Kirche St. Petri wurde von 1795 bis 1798 nach Plänen von Georg Heinrich Borheck erbaut. Der streng gegliederte, querrechteckige Baukörper unter flachem Walmdach ist nicht geostet, der Eingang befindet sich auf der Nordostseite im vorspringenden Mittelrisalit mit Freitreppe. Auf der gegenüberliegenden Seite ist ebenfalls mittig der Turm mit Schieferhaube und Laterne angeordnet. Im Inneren steht ein klassizistischer Kanzelaltar, die Sitzreihen sind nach hinten aufsteigend auf das Zentrum der Kirche hin ausgerichtet. Über dem Eingang befindet sich die Orgelempore. Einzeldenkmal der Baudenkmal-Gruppe Kirche, Unterdorf 14, 18 (ID 35231080) | 35272708 | Weitere Bilder |
| Unterdorf 2 51° 32′ 24″ N, 10° 6′ 16″ O     | Wohnhaus         | | 35272858 |                |
| Unterdorf 14/16 51° 32′ 21″ N, 10° 6′ 20″ O | Wohnhaus         | ehemaliges Schulhaus Einzeldenkmal der Baudenkmal-Gruppe Kirche, Unterdorf 14, 18 (ID 35231080) | 35272878 |                |
| Unterdorf 18 51° 32′ 20″ N, 10° 6′ 21″ O    | Wohnhaus         | Einzeldenkmal der Baudenkmal-Gruppe Kirche, Unterdorf 14, 18 (ID 35231080) | 35272901 |                |
| Oberdorf 1 51° 32′ 24″ N, 10° 6′ 15″ O      | Wohnhaus         | Denkmalgeschützt ist auch der Staketzaun entlang An der Suhla (ID 35273054). Einzeldenkmal der Baudenkmal-Gruppe Oberdorf 1, 5 (ID 35231094) | 35272731 |                |
| Oberdorf 5 51° 32′ 25″ N, 10° 6′ 12″ O      | Wohnhaus         | Einzeldenkmal der Baudenkmal-Gruppe Oberdorf 1, 5 (ID 35231094) | 35272754 |                |
| Oberdorf 9 51° 32′ 26″ N, 10° 6′ 9″ O       | Wohnhaus         | Möglicherweise besteht kein Denkmalschutz mehr, da kein Eintrag im Denkmalatlas 2020 erfolgte. |          |                |
| Oberdorf 19 51° 32′ 27″ N, 10° 6′ 1″ O      | Wohnhaus         | | 35272798 |                |
| Oberdorf 21 51° 32′ 27″ N, 10° 5′ 59″ O     | Wohnhaus         | | 35272818 |                |
| Oberdorf 42 51° 32′ 32″ N, 10° 5′ 52″ O     | Wohnhaus         | | 35272838 |                |
| 51° 32′ 7″ N, 10° 8′ 0″ O                   | Wüstungskirche   | Bei Grabungen von 1982 bis 1985 ist die Kirche des wüsten Ortes Drudewenshusen nachgewiesen worden. Der Ort wurde 1279 das erste Mal erwähnt, bereits 1431 war er wüst. Archäologisches Bodendenkmal. |          | BW             |

## Mackenrode
| Lage                                       | Bezeichnung        | Beschreibung | ID       | Bild           |
| ------------------------------------------ | ------------------ | --- | -------- | -------------- |
| Hauptstraße 15 51° 31′ 43″ N, 10° 3′ 52″ O | Brunnen            | Ziehbrunnen mit Brunnenhäuschen. Möglicherweise besteht kein Denkmalschutz mehr, da kein Eintrag im Denkmalatlas 2020 erfolgte. |          |                |
| Kirchweg 4 51° 31′ 47″ N, 10° 3′ 53″ O     | Gaststätte (ehem.) | Im Grunde von 1751. | 35272989 |                |
| Kirchweg 8 51° 31′ 47″ N, 10° 3′ 54″ O     | Wohnhaus           | | 35273014 |                |
| Kirchweg 12 51° 31′ 47″ N, 10° 3′ 49″ O    | Kirche             | Die evangelische Kirche ist inschriftlich auf das Jahr 1735 datiert, im Kern jedoch älter. Der rechteckige Saal ist aus Bruchstein errichtet und verputzt, der Glockenturm ist verschiefert. Denkmalgeschützt ist auch die Stützmauer um den Kirchhof. (ID 35273097) Einzeldenkmal der Baudenkmal-Gruppe Ev. Kirche Kirchweg (ID 35231124) | 35272944 | Weitere Bilder |
| Kirchweg 51° 31′ 48″ N, 10° 3′ 53″ O       | Tie                | Der Tie mit Ummauerung aus Sandsteinquadern und Steintischen liegt unmittelbar neben der Kirche. Einzeldenkmal der Baudenkmal-Gruppe Ev. Kirche Kirchweg (ID 35231124) | 35272967 |                |

## Potzwenden
| Lage                                     | Bezeichnung              | Beschreibung                   | ID       | Bild |
| ---------------------------------------- | ------------------------ | ------------------------------ | -------- | ---- |
| Potzwenden 10 51° 31′ 17″ N, 10° 5′ 7″ O | Wohn-/Wirtschaftsgebäude | Wohnhaus eines Dreiseitenhofes | 35273034 |      |